# Fairey Seafox
Фэйри Сифокс (англ. Fairey Seafox — морская лисица) — британский корабельный катапультный поплавковый гидросамолёт (корабельный разведчик)

## Тактико-технические характеристики
Приведённые ниже характеристики соответствуют модификации Mk.I:
Источник данных: "Уголок неба"

Технические характеристики
- Экипаж: 2 (пилот и штурман)
- Длина: 10,81 м
- Размах крыла: 12,19 м
- Высота: 3,68 м
- Площадь крыла: 40,32 м²
- Масса пустого: 1 726 кг
- Нормальная взлётная масса: 2 458 кг
- Силовая установка: 1 × воздушный Napier Rapier VI
- Мощность двигателей: 1 × 395 л.с. (1 × 295 кВт)

Лётные характеристики
- Максимальная скорость: 200 км/ч
- Крейсерская скорость: 171 км/ч
- Практическая дальность: 708 км
- Практический потолок: 3 350 м
- Нагрузка на крыло: 60,96 кг/м² (расч.)
- Тяговооружённость: 120 Вт/кг (расч.)

Вооружение
- Стрелково-пушечное: 1 × 7,7 мм пулемёт в задней кабине